# Beethoven (cràter)
Beethoven és un cràter d'impacte de 630 km de diàmetre de Mercuri. Porta el nom del compositor alemany Ludwig van Beethoven (1770-1827), i el seu nom va ser aprovat per la Unió Astronòmica Internacional el 1976.

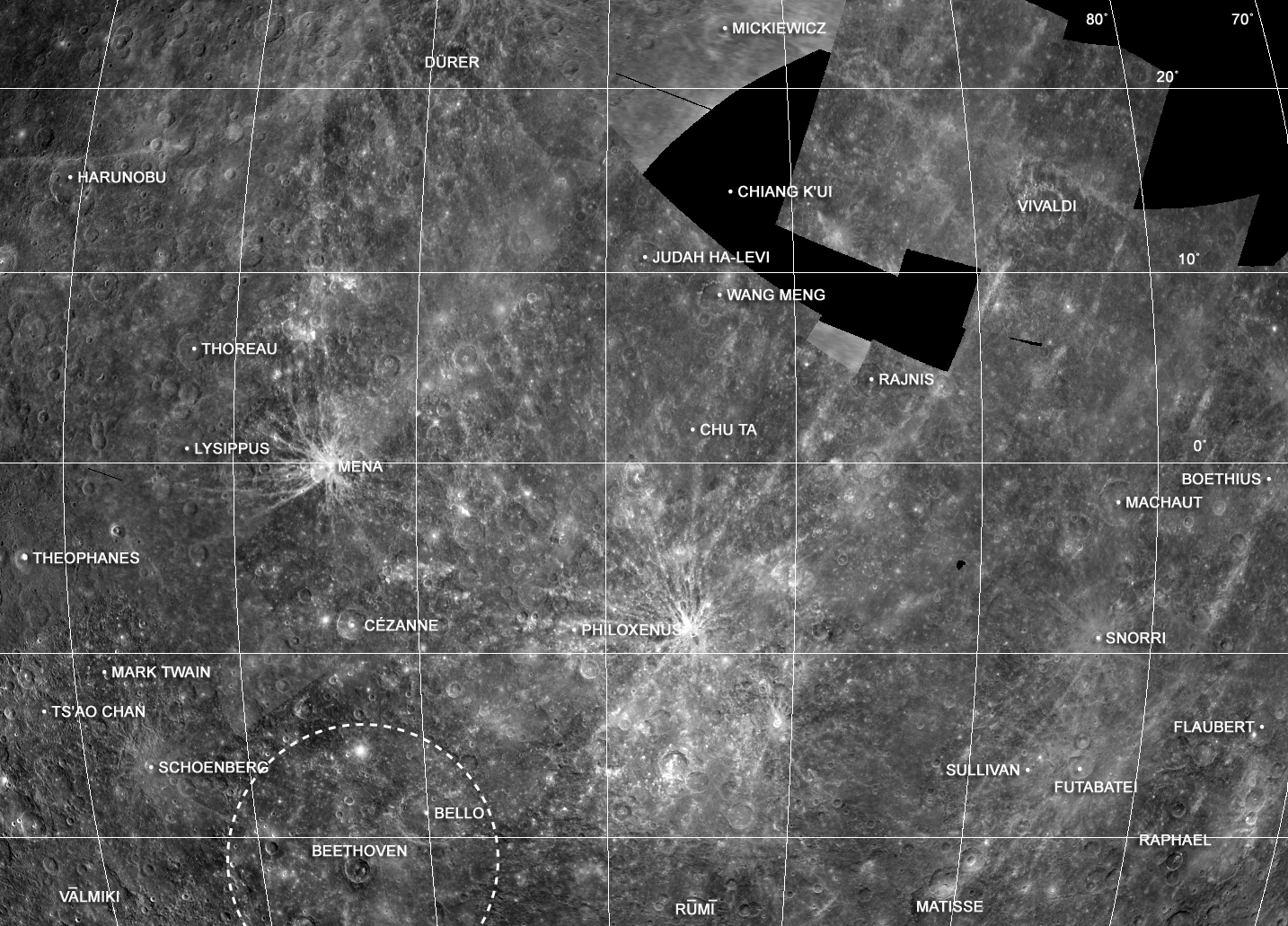
Quadrangle H7 amb el cràter Beethoven marcat

A diferència de moltes conques de la Lluna de mida similar, Beethoven no és multi-anellat.
Les restes dels dipòsits de material expulsat pel cràter durant la formació del mateix mateix apareixen sense brillantor i en molts llocs estan molt poc definits. La vora del cràter de Beethoven està parcialment esborrat per aquestes mateixes restes de material i també per materials procedents de les planes que envolten el cràter, el fa que Beethoven sigui poc visible. El sòl del cràter també està cobert amb planes suaus de material, i té una reflectància i un color similar a les planes que envolten el cràter. A diferència del que passa a la conca Caloris, no apareix esquerdes, fisures o grabens dins de Beethoven.
Spud i Prosser van suggerir que Beethoven es podia haver format durant el final del període de formació de cràters tipus c3 o a principis del període de la formació de cràters tipus c2, el que significa que és més antic que la Conca Caloris.

La profunditat de Beethoven es va estimar en 2,5 ± 0,7 km dels models d'elevació digital estéreo basats en imatges de Mercuri preses per la sonda espacial Mariner 10. Aquesta profunditat és significativament menor que la dels cràters lunars i conques de mida similar, el que probablement indica que la conca Beethoven ha relaxat la seva forma després de la seva formació. També hi ha una àmplia elevació topogràfica en el marge nord-oest de Beethoven.